# Diocesi di Tandag
La diocesi di Tandag (in latino: Dioecesis Tandagensis) è una sede della Chiesa cattolica nelle Filippine suffraganea dell'arcidiocesi di Cagayan de Oro. Nel 2022 contava 592.968 battezzati su 752.496 abitanti. È retta dal vescovo Raúl Bautista Dáel.

## Territorio
La diocesi comprende la provincia filippina di Surigao del Sur sull'isola di Mindanao.
Sede vescovile è la città di Tandag, dove si trova la cattedrale di San Nicola da Tolentino.
Il territorio si estende su 4.552 km² ed è suddiviso in 32 parrocchie, che fanno capo a 5 vicariati: Immacolata Concezione, San Nicola di Tolentino, Gesù Bambino, Madre della Misericordia, San Vincenzo de Paoli.

## Storia
La diocesi è stata eretta il 9 dicembre 1978 con la bolla Quo plenius di papa Giovanni Paolo II, ricavandone il territorio dalla diocesi di Surigao.

## Cronotassi dei vescovi
Si omettono i periodi di sede vacante non superiori ai 2 anni o non storicamente accertati.
- Ireneo Ali Amantillo, C.SS.R. † (6 settembre 1978 - 18 ottobre 2001 dimesso)
- Nereo Page Odchimar † (18 ottobre 2001 - 26 febbraio 2018 ritirato)
- Raúl Bautista Dáel, dal 26 febbraio 2018

## Statistiche
La diocesi nel 2022 su una popolazione di 752.496 persone contava 592.968 battezzati, corrispondenti al 78,8% del totale.
| anno | popolazione | popolazione | popolazione | presbiteri | presbiteri | presbiteri | presbiteri                | diaconi | religiosi | religiosi | parrocchie |
| anno | battezzati  | totale      | %           | numero     | secolari   | regolari   | battezzati per presbitero | diaconi | uomini    | donne     | parrocchie |
| ---- | ----------- | ----------- | ----------- | ---------- | ---------- | ---------- | ------------------------- | ------- | --------- | --------- | ---------- |
| 1980 | 246.000     | 336.000     | 73,2        | 21         | 17         | 4          | 11.714                    |         | 4         | 13        | 21         |
| 1990 | 387.000     | 437.000     | 88,6        | 20         | 14         | 6          | 19.350                    |         | 6         | 23        | 21         |
| 1999 | 378.301     | 451.287     | 83,8        | 31         | 28         | 3          | 12.203                    |         | 3         | 25        | 21         |
| 2000 | 380.301     | 460.270     | 82,6        | 34         | 31         | 3          | 11.185                    |         | 3         | 25        | 21         |
| 2001 | 398.210     | 480.330     | 82,9        | 37         | 35         | 2          | 10.762                    |         | 2         | 25        | 21         |
| 2002 | 414.331     | 480.331     | 86,3        | 37         | 35         | 2          | 11.198                    |         | 2         | 25        | 21         |
| 2003 | 394.280     | 480.431     | 82,1        | 37         | 35         | 2          | 10.656                    |         | 2         | 25        | 23         |
| 2004 | 394.410     | 480.865     | 82,0        | 40         | 37         | 3          | 9.860                     |         | 3         | 33        | 22         |
| 2010 | 484.004     | 605.005     | 80,0        | 41         | 40         | 1          | 11.804                    |         | 1         | 36        | 24         |
| 2014 | 523.900     | 654.875     | 80,0        | 52         | 51         | 1          | 10.075                    |         | 1         | 38        | 24         |
| 2017 | 555.980     | 694.958     | 80,0        | 48         | 48         |            | 11.582                    |         |           | 41        | 30         |
| 2020 | 579.044     | 731.880     | 79,1        | 50         | 47         | 3          | 11.580                    |         | 3         | 39        | 31         |
| 2022 | 592.968     | 752.496     | 78,8        | 65         | 58         | 7          | 9.122                     |         | 7         | 35        | 32         |